# Кириллово (Уфимський район)
Кири́ллово (рос. Кириллово, башк. Кириллов) — присілок у складі Уфимського району Башкортостану, Росія. Адміністративний центр Кирилловської сільської ради.
Населення — 773 особи (2010; 681 в 2002).
Національний склад:
- росіяни — 68 %